# 梁灝雋
梁灝雋（LEUNG Ho Tsun Andy，1990年10月20日—），前香港男子滑浪風帆運動員，現為香港滑浪風帆青少年隊助教。

## 簡歷
梁灝雋是家中獨子，家中經營理髮店。9歲時，爸爸帶他上滑浪風帆訓練班，直至中五後轉為全職運動員。 
2012年，梁灝雋代表香港出戰倫敦奧運滑浪風帆男子RS:X板，未能晉級，最終排名13。
2014年9月，梁灝雋代表中國香港參加南韓仁川舉行的亞運會帆船比賽，在男子RS:X板項目贏得銀牌。賽後，梁灝雋表示今屆亞運比賽自己一直處於下風，很考驗自己的心理質素，最後兩場比賽開始時，自己亦是處於不利環境，幸好風勢對他有利，令他最後可以成功衝上第2位。
2016年10月，梁灝雋在台灣澎湖舉行的RS:One世界滑浪風帆錦標賽贏得男子組冠軍。
2020年3月31日，梁灝雋結束12年全職運動員生涯，隨即走馬上任香港滑浪風帆青少年隊助教。

## 榮譽
- 香港傑出運動員選舉

「香港傑出青少年運動員」（2008年）
「香港最具潛質運動員」（2014年）